# Cera (epovariant)
Cera (merknaam: Mircera) is een derde generatie epo. Het is de afkorting van "continuous erythropoiesis receptor activator". Het kwam in 2007 op de markt en wordt geproduceerd door Hoffmann-La Roche. Het is zoals alle andere vormen van erytropoëtine een hormoon, in dit geval kunstmatig gemaakt, dat normaliter door de nier wordt aangemaakt en dat de vorming van rode bloedcellen in het lichaam stimuleert. Het middel wordt gebruikt als geneesmiddel bij bloedarmoede of ter voorkoming van bloedarmoede bij kankerpatiënten tijdens de chemokuur. Doel van het ontwikkelen van deze derde generatie erytropoëtine was dat het middel slechts om de drie tot vier weken toegediend hoeft te worden. De volledige naam van dit product is methoxypolyethyleenglycol-epoëtine beta.

## Doping
Net als de twee voorgaande varianten wordt deze vorm van epo ook toegepast als doping in de sport. In eerste instantie was Cera niet op te sporen in de urine. Dit kwam doordat er, in tegenstelling tot de eerdere varianten, veel minder van in de urine terechtkomt. De hoeveelheden waren te laag om te detecteren. Dit zorgde voor de populariteit onder sporters, naast het feit dat het veel minder vaak moet worden toegediend. Het is inmiddels wel in het bloed en de urine opspoorbaar.
De eerste sporter die is betrapt op het gebruik van Cera was de Italiaanse wielrenner Riccardo Riccò tijdens de Ronde van Frankrijk van 2008. Hij had twee etappes gewonnen. In zijn urine werden te hoge gehalten aangetroffen. Na afloop van de Ronde (juli 2008) werd bekend dat de opsporingstechnieken waren verbeterd en werd besloten om van een aantal verdachte renners opnieuw de urine en het bloed te onderzoeken. Daaruit bleek dat ook de toppers Stefan Schumacher (2 ritzeges en twee dagen in de gele trui), Leonardo Piepoli (1 ritzege) en de Oostenrijker Bernhard Kohl (winnaar bolletjestrui en nummer 3 van het eindklassement) dit middel hadden gebruikt.
Deze onthullingen vormden aanleiding voor het Internationaal Olympisch Comité om mogelijk alle 5.000 dopingmonsters, genomen tijdens de Olympische Zomerspelen 2008, opnieuw te onderzoeken, dit keer specifiek op Cera. Op 29 april 2009 maakte het CONI bekend dat Davide Rebellin positief testte voor de olympische wegrit waarin hij tweede werd. Hetzelfde gebeurde met de goudenmedaillewinnaar op de 1.500 meter bij de atletiek, Rashid Ramzi uit Bahrein.

## Betrapte sporters
De volgende wielrenners zijn positief getest op het gebruik van dit middel:
- João Benta (2010)
- Danilo Di Luca (2009)
- Héctor Guerra (2009)
- Bernhard Kohl (2008)
- Iñigo Landaluze (2009)
- Isidro Nozal (2009)
- Leonardo Piepoli (2009)
- Eddy Ratti (2010)
- Davide Rebellin (2008)
- Nuno Ribeiro (2009)
- Riccardo Riccò (2008)
- Vania Rossi (2010)[7]
- Stefan Schumacher (2008)
- Ricardo Serrano Gonzales (2009)
- Emanuele Sella (2008)
- Oskar Goyvaerts (2014)[8]

In de atletiek werden de volgende atleten betrapt:
- Mohammed Berok (2012)
- Vanja Perišić (2008)
- Rashid Ramzi (2008)
- Athanasía Tsoumeléka (2009)
- Erik Tysse (2010)